# ピーター・アンカーセン
- ペーター・アンカーセン

ピーター・アンカーセン（Peter Ankersen  ,  1990年9月22日 - ）は、デンマーク・南デンマーク地域エスビャウ出身のサッカー選手。FCコペンハーゲン所属。ポジションはDF。メディアによっては『ペーター・アンカーセン』と表記されることもある。

## クラブ経歴
2009年に地元のエスビャウfBでプロデビューするも、2009-10シーズンは1試合の出場に終わり、2010年にヴェイレBKに移籍し、素質が開花。2012年3月にローゼンボリBKに移籍。同年シーズン18試合に出場したところで、同シーズンなつに古巣のエスビャウfBに復帰し、4年契約を締結。
2014時1月、レッドブル・ザルツブルクに移籍。2015年夏にFCコペンハーゲンにローン移籍て加入。2015-16シーズン30試合に出場し、翌2016年にはニューカッスル・ユナイテッドFCが、アンカーセンの獲得に興味を示したものの、コペンハーゲンに完全移籍。以降主力選手として活躍し、2019年8月には、ACミランがアンカーセンの獲得に興味を示していると報じられたが、結局9月2日にジェノアCFCと2021年までの契約に合意した。

## 代表経歴
2013年8月14日のポーランド戦で、デンマーク代表初出場。UEFA EURO 2016は招集外で終了。2016年11月11日の2018 FIFAワールドカップ・ヨーロッパ予選のカザフスタン戦で、代表初ゴールを決めた。その後本大会の代表候補に挙がったものの、落選に終わった。

## 人物
- ヤコブ・アンカーセンは双子の兄弟で、現在はオーフスGFに所属している。